# Juan Daniel Cardellino
Juan Daniel Cardellino de San Vicente (Montevideo, 4 de març de 1942 - ibídem., 8 de setembre de 2007) fou un àrbitre internacional de futbol uruguaià, més conegut per haver supervisat la Copa del Món de Futbol de 1982 (dos partits) i la Copa del Món de Futbol de 1990 (un partit).